# باولا كابلان
باولا كابلان (بالإنجليزية: Paula Caplan)‏ هي عالمة نفس أمريكية، ولدت في 7 يوليو 1947 في سبرينغفيلد في الولايات المتحدة.

## وصلات خارجية
- الموقع الرسمي
- باولا كابلان على موقع IMDb (الإنجليزية)